# I. J. Good
Irving John Good (9 de diciembre de 1916 - 5 de abril de 2009) fue un matemático británico que trabajó como criptólogo en Bletchley Park con Alan Turing. Después de la Segunda Guerra Mundial, Good continuó trabajando con Turing en el diseño de computadoras y estadísticas bayesianas en la Universidad de Manchester. Good se mudó a los Estados Unidos donde fue profesor en Virginia Tech.
Nació Isadore Jacob Gudak en una familia judía polaca en Londres. Más tarde anglicó su nombre a Irving John Good y firmó sus publicaciones " I. J. Good ".
Como creador del concepto que ahora se conoce como "explosión de inteligencia", Good se desempeñó como consultor en supercomputadoras de Stanley Kubrick, director de la película de 1968 2001: A Space Odyssey.

## Biografía
Good nació Isadore Jacob Gudak de padres judíos polacos en Londres. Su padre era un relojero, que más tarde dirigió y fue propietario de una exitosa joyería de moda, y también fue un notable escritor yiddish que escribió bajo el seudónimo de Moshe Oved. Good fue educado en Haberdashers' Aske's Boys' School, en ese momento en Hampstead, en el noroeste de Londres, donde, según Dan van der Vat, Good superó sin esfuerzo el plan de estudios de matemáticas.
Good estudió matemáticas en Jesus College, Cambridge, se graduó en 1938 y ganó el Premio Smith en 1940. Investigó con G. H. Hardy y Abram Besicovitch antes de mudarse a Bletchley Park en 1941 al completar su doctorado.

### Bletchley Park
El 27 de mayo de 1941, recién obtenido su doctorado en Cambridge, Good entró en el Hut 8 (Barraca 8) , las instalaciones de Bletchley para descifrar  los códigos navales alemanes, para su primer turno. Ese fue el día en que la Royal Navy de Gran Bretaña destruyó al acorazado Bismarck después de que éste había hundido al crucero de batalla HMS Hood de la Royal Navy. Bletchley había contribuido a la destrucción del Bismarck al descubrir, a través del análisis del tráfico inalámbrico, que el buque insignia alemán navegaba hacia Brest, Francia, en lugar de Wilhelmshaven, de donde había partido. Hut 8, sin embargo, no había podido descifrar  los 22 mensajes navales cifrados con Enigma que los alemanes habían enviado al Bismarck. Los cifrados Enigma de la Armada alemana eran considerablemente más seguros que los del Ejército o la Fuerza Aérea alemanes, que habían sido bien penetrados en 1940. Los mensajes navales tardaban de tres a siete días en descifrarse, lo que generalmente los hacía inútiles desde el punto de vista operativo para los británicos. Sin embargo, esto estaba a punto de cambiar con la ayuda de Good. 

Se cuenta con frecuencia una anécdota sobre la relación inicial entre Turing y Good:

Alan Turing... había pillado a Good durmiendo en el suelo mientras estaba de servicio durante su primer turno de noche. Al principio, Turing pensó que Good estaba enfermo, pero se enojó cuando Good le explicó que solo estaba tomando una pequeña siesta porque estaba cansado. Durante los días posteriores, Turing no se dignaba hablar con Good, y salía de la habitación si Good entraba. El nuevo recluta solo se ganó el respeto de Turing después de que resolvió el problema de las tablas de bigramas. Durante un turno de noche posterior, cuando no había más trabajo por hacer, Good se dio cuenta de que podría haber otra falla en el sistema de indicación alemán. Los telegrafistas alemanes tuvieron que agregar letras ficticias a los trigramas que seleccionaron del ' 'kenngruppenbuch... Good se preguntó si su elección de letras ficticias fue aleatoria, o si hubo un sesgo hacia letras particulares. Después de inspeccionar algunos mensajes rotos, descubrió que había una tendencia a usar algunas letras más que otras. Siendo ese el caso, todos los descifradores tenían que hacer, qué trabajar a partir de los indicadores dados al comienzo de cada mensaje, y aplicar cada tabla de bigramas a su vez de la misma manera que Joan Clarke lo había hecho antes. La tabla de bigramas que produjo una de las letras ficticias populares fue probablemente la correcta. Cuando Good le mencionó su descubrimiento a Alan Turing, Turing se sintió muy avergonzado y dijo: "Podría haber jurado que lo intenté". Rápidamente se convirtió en una parte importante del banburismo.

La negativa de Jack Good a seguir trabajando cuando estaba cansado fue reivindicada por un incidente posterior. Durante otro largo turno de noche, se había sentido desconcertado por no haber podido descifrar un mensaje de "Oficial" doblemente cifrado. Este fue uno de los mensajes que se suponía que iba a ser cifrado inicialmente con el Enigma configurado de acuerdo con la configuración Offizier y, posteriormente, con la configuración general de Enigma en su lugar. Sin embargo, mientras dormía antes de regresar para otro turno, soñó que el orden se había invertido; la configuración general se había aplicado antes que la configuración de oficial. Al día siguiente descubrió que el mensaje aún no se había leído, por lo que aplicó la teoría que se le había ocurrido durante la noche. funcionó; había descifrado el código mientras dormía.

Good sirvió con Turing durante casi dos años.
Posteriormente, trabajó con Donald Michie en el grupo de Max Newman en los cifrados Fish, lo que condujo al desarrollo de la computadora Colossus.
Good era miembro del Bletchley Chess Club, que derrotó al Oxford University Chess Club 8–4 en un partido por equipos de doce tableros celebrado el 2 de diciembre de 1944. Good jugó en el cuarto tablero para Bletchley Park, con CHO'D. Alexander, Harry Golombek y James Macrae Aitken en los tres primeros lugares. Ganó su partida contra Sir Robert Robinson.

### Trabajo de posguerra
En 1947, Newman invitó a Good a unirse a él y a Turing en la Universidad de Mánchester. Good dio allí, durante tres años,  conferencias sobre matemáticas e investigó sobre computadoras, incluida la Manchester Mark 1.
En 1948 Good fue reclutado por el Cuartel General de Comunicaciones del Gobierno (GCHQ), sucesor de Bletchley Park. Permaneció allí hasta 1959, mientras también ocupaba una breve cátedra asociada en la Universidad de Princeton y una breve consultoría con IBM.
Desde 1959 hasta que se mudó a los EE. UU. en 1967, Good ocupó cargos financiados por el gobierno y desde 1964 una beca de investigación sénior en el Trinity College, Oxford, y el Atlas Computer Laboratory, donde continuó sus intereses en computación, estadística y ajedrez. Más tarde dejó Oxford, declarándolo "un poco rígido". 

### Estados Unidos
En 1967, Good se mudó a los Estados Unidos, donde fue nombrado profesor investigador de estadística en el Instituto Politécnico y la Universidad Estatal de Virginia. En 1969 fue nombrado Profesor Distinguido de la Universidad en Virginia Tech, y en 1994 Profesor Distinguido Emérito. En 1973 fue elegido miembro de la Asociación Estadounidense de Estadística. 
Más tarde dijo sobre su llegada a Virginia (desde Gran Bretaña) en 1967 para comenzar a enseñar en VPI, donde lo hizo desde 1967 hasta 1994:

Llegué a Blacksburg a la séptima hora del séptimo día del séptimo mes del año siete de la séptima década, y me pusieron en el Apartamento 7 del Bloque 7... todo por casualidad.

## Investigaciones y publicaciones
El trabajo publicado de Good superó los tres millones de palabras. Fue conocido por su trabajo sobre estadísticas bayesianas. Kass y Raftery dan crédito a Good (y a su vez a Turing) por haber acuñado el término factor de Bayes. Good publicó una serie de libros sobre la teoría de la probabilidad. En 1958 publicó una primera versión de lo que más tarde se conocería como la transformada rápida de Fourier pero no llegó a ser muy conocida. Jugó ajedrez al nivel del condado y ayudó a popularizar el Go, un juego de mesa asiático, a través de un artículo de 1965 en New Scientist (había aprendido las reglas de Alan Turing). En 1965 originó el concepto ahora conocido como "explosión de inteligencia" o la "singularidad tecnológica", que anticipa el eventual advenimiento de la inteligencia sobrehumana :

Dejemos que una máquina ultrainteligente se defina como una máquina que puede superar con creces todas las actividades intelectuales de cualquier hombre, por inteligente que sea. Dado que el diseño de máquinas es una de estas actividades intelectuales, una máquina ultrainteligente podría diseñar máquinas aún mejores; entonces indudablemente habría una 'explosión de inteligencia', y la inteligencia del hombre quedaría muy atrás... Por lo tanto, la primera máquina ultrainteligente es el último invento que el hombre necesita hacer, siempre que la máquina sea lo suficientemente dócil para decirnos cómo hacerlo. para mantenerlo bajo control. Es curioso que este punto se haga tan raramente fuera de la ciencia ficción. A veces vale la pena tomarse la ciencia ficción en serio.

La autoría de Good de tratados como "Especulaciones sobre la primera máquina ultrainteligente" de 1965 y "La lógica del hombre y la máquina"  lo convirtió en la persona obvia para que Stanley Kubrick lo consultara al filmar 2001: Una odisea del espacio (1968), uno de cuyos personajes principales fue la paranoica supercomputadora HAL 9000. En 1995, Good fue elegido miembro de la Academia de Artes y Ciencias Cinematográficas. El modelo base propuesto por Graphcore, una computadora de 600 millones de dólares, que utiliza inteligencia artificial centrada en el ser humano, que tendrá la capacidad potencial de ejecutar programas con parámetros de 500 trn, fue nombrado en honor a la herencia intelectual de Good. Según The Economist, Graphcore tiene como objetivo dar el "primer paso" hacia la creación de la "Máquina ultrainteligente" imaginada por IJ Good.
Según su asistente, Leslie Pendleton, en 1998 Good escribió en una declaración autobiográfica inédita que sospechaba que una máquina ultrainteligente conduciría a la extinción del hombre.

## Personalidad
Good publicó un artículo con los nombres IJ Good y "K Caj Doog", este último, su propio apodo escrito al revés. En un artículo de 1988, introdujo el tema diciendo: "Muchas personas han contribuido a este tema, pero revisaré principalmente los escritos de I. J. Good porque los he leído con atención". En Virginia escogió, como su placa de vanidad, "007IJG", en sutil referencia a su trabajo de inteligencia en la Segunda Guerra Mundial.
Good nunca se casó. Después de pasar por diez asistentes en sus primeros trece años en Virginia Tech, contrató a Leslie Pendleton, quien demostró estar a la altura de la tarea de manejar sus peculiaridades. Él quería casarse con ella, pero ella se negó. Aunque hubo especulaciones, nunca fueron más que amigos, pero ella fue su asistente, compañera y amiga por el resto de su vida.

## Muerte
Good murió el 5 de abril de 2009 por causas naturales en Radford, Virginia, a los 92 años.

## Libros
- Good, I.J. (1950), Probability and the Weighing of Evidence, London: Griffin.
- Good, Irving John (1965), The estimation of probabilities: An essay on modern Bayesian methods, Research monograph no. 30, M.I.T. Press.
- Good, Irving John (1962), The scientist speculates: An anthology of partly-baked ideas, Heinemann & Basic Books.[24]
- Osteyee, David Bridston; Good, Irving John (1974), Information, Weight of Evidence: The Singularity Between Probability Measures and Signal Detection, Springer, ISBN 978-3-540-06726-9.
- Good, Irving John (2009) [1983], Good Thinking: The Foundations of Probability and Its Applications, Dover (2009); University of Minnesota Press (1983), ISBN 978-0-486-47438-0; (isbn for 2009 pbk reprint).[25][26]

## Publicaciones significativas
Good, I. J. "Explicatividad, corroboración y las probabilidades relativas de las hipótesis". Synthese 30 (1975): 39-73.